# Nervia (vlinder)
Nervia is een Afrotropisch geslacht van vlinders van de familie van de dikkopjes (Hesperiidae), uit de onderfamilie van de Hesperiinae. Dit geslacht is voor het eerst wetenschappelijk beschreven door Nick Grishin in een publicatie uit 2019.

## Soorten
- Nervia chaca (Trimen, 1873)
- Nervia ekouyi (Vande weghe & Albert, 2009)
- Nervia heathi (Hancock & Gardiner, 1982)
- Nervia michaeli (Gardiner & Hancock, 1982)
- Nervia heathi (Hancock & Gardiner, 1982)
- Nervia mohozutza (Wallengren, 1857)
- Nervia monostichus (Fabricius, 1793)
- Nervia nancy (Collins & Larsen, 1991)
- Nervia nerva (Fabricius, 1793)
- Nervia pinheyi (Hancock & Gardiner, 1982)
- Nervia protensa (Butler, 1901)
- Nervia wallengrenii (Trimen, 1883)